# Cacatuidae
I cacatuidi (Cacatuidae G.R. Gray, 1840) sono una famiglia di uccelli appartenenti all'ordine Psittaciformes.
Il nome cacatua deriva dal nome malese di questi uccelli, kaka(k)tua (forma composta di kaka, "pappagallo", + tuwah, o "sorella più vecchia", dalle parole kakak, "sorella", + tua, "vecchia").

## Descrizione
I cacatua condividono molti aspetti con gli altri pappagalli, incluso il caratteristico becco di forma ricurva e il piede zigodattilo, con due dita dietro e altre due davanti. Differiscono, comunque, per un certo numero di caratteristiche, tra cui la spettacolare cresta erettile sulla testa, la presenza di una cistifellea e di qualche altro dettaglio anatomico, e la mancanza di piume composte a trama Dyck, caratteristica che è all'origine degli azzurri e verdi brillanti degli Psittacidae.

## Distribuzione e habitat
I cacatua presentano un areale più ristretto di quello degli Psittacidae, trovandosi in natura solamente in Australia e nelle isole vicine. Undici delle ventuno specie vivono in natura soltanto in Australia, mentre sette specie vivono in Indonesia, in Nuova Guinea e su altre isole del Pacifico meridionale. Tre specie si trovano sia in Nuova Guinea sia in Australia.

## Sistematica ed evoluzione

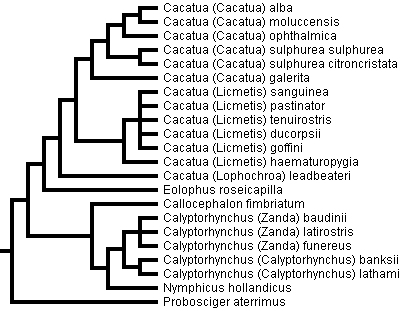
Filogenesi della famiglia Cacatuidae secondo Brown e Toft (1999)

Brown e Toft (1999) hanno esaminato gli aspetti esteriori e i dati della sequenza di rRNA mitocondriale 12S per arrivare a una buona filogenesi dei cacatua. Si possono distinguere tre sottofamiglie:
1. Il completamente nero cacatua delle palme rappresenta una linea distinta che si è separata per prima; in passato veniva talvolta raggruppato insieme alle altre specie nere, ma quella classificazione era scorretta.
2. I cacatua scuri; specie sessualmente dicromatiche che presentano molta melanina nel loro piumaggio e che possono avere le ali, la coda e la faccia rosse, gialle o arancione; le femmine hanno delle piume barrate su ali, coda e/o corpo, oltre ad avere una macchia ben visibile nella regione delle orecchie, mentre le corrispettive piume dei maschi non sono barrate e inoltre questi possono essere privi della macchia sulle orecchie. Questo gruppo comprende i rimanenti cacatua neri, il cacatua gang gang e, stranamente, la calopsitta, che in passato veniva classificato in una sottofamiglia a sé stante (Nymphicinae) o perfino come un pappagallo dalla coda larga.
3. Le specie rimanenti, tutte ipomelaniche e prive di dimorfismo sessuale.

I generi Calyptorhynchus e Cacatua possono essere suddivisi a loro volta in due sottogeneri e, nell'ultimo caso, persino in una terza linea, il cacatua del Maggiore Mitchell rosa e bianco, che presenta una colorazione intermedia tra il galah rosa e grigio e le specie bianche del genere Cacatua. Per questo motivo è meglio riconoscerlo come appartenente a un genere monotipico, Lophocroa. Infatti, in attesa di ricerche più accurate, tutti i sottogeneri potrebbero essere elevati al rango di genere.
L'introne 7 dei dati della sequenza nucleare del β-fibrinogeno suggerisce che i Microglossinae si siano diversificati in un tempo successivo e che il cockatiel potrebbe essere abbastanza distinto da appartenere alla sottofamiglia monospecifica dei Nymphicinae (Astuti, 2004?), ma per altri aspetti concorda con le nuove interpretazioni dei dati morfologici e dell'rRNA.
I resti fossili dei cacatua sono perfino più limitati di quelli dei pappagalli in generale, con una sola vera specie fossile conosciuta: una specie di Cacatua, molto probabilmente del sottogenere Licmetis, ritrovata nei depositi del Miocene inferiore (16-23 milioni di anni fa) di Riversleigh, in Australia (Boles, 1993). In Melanesia, sono state ritrovate ossa subfossili di Cacatua che in apparenza non sopravvissero ai primi insediamenti umani ritrovati in Nuova Caledonia e in Nuova Irlanda. L'apporto dato da questi fossili alla comprensione dell'evoluzione e della filogenesi dei cacatua è chiaramente limitato, anche se il fossile di Riversleigh è utile per cercare di datare la divergenza delle sottofamiglie.

## FamigliaCacatuidae
- Genere Probosciger
  - Probosciger aterrimus J.F.Gmelin, 1788 - cacatua delle palme
- Genere Calyptorhynchus

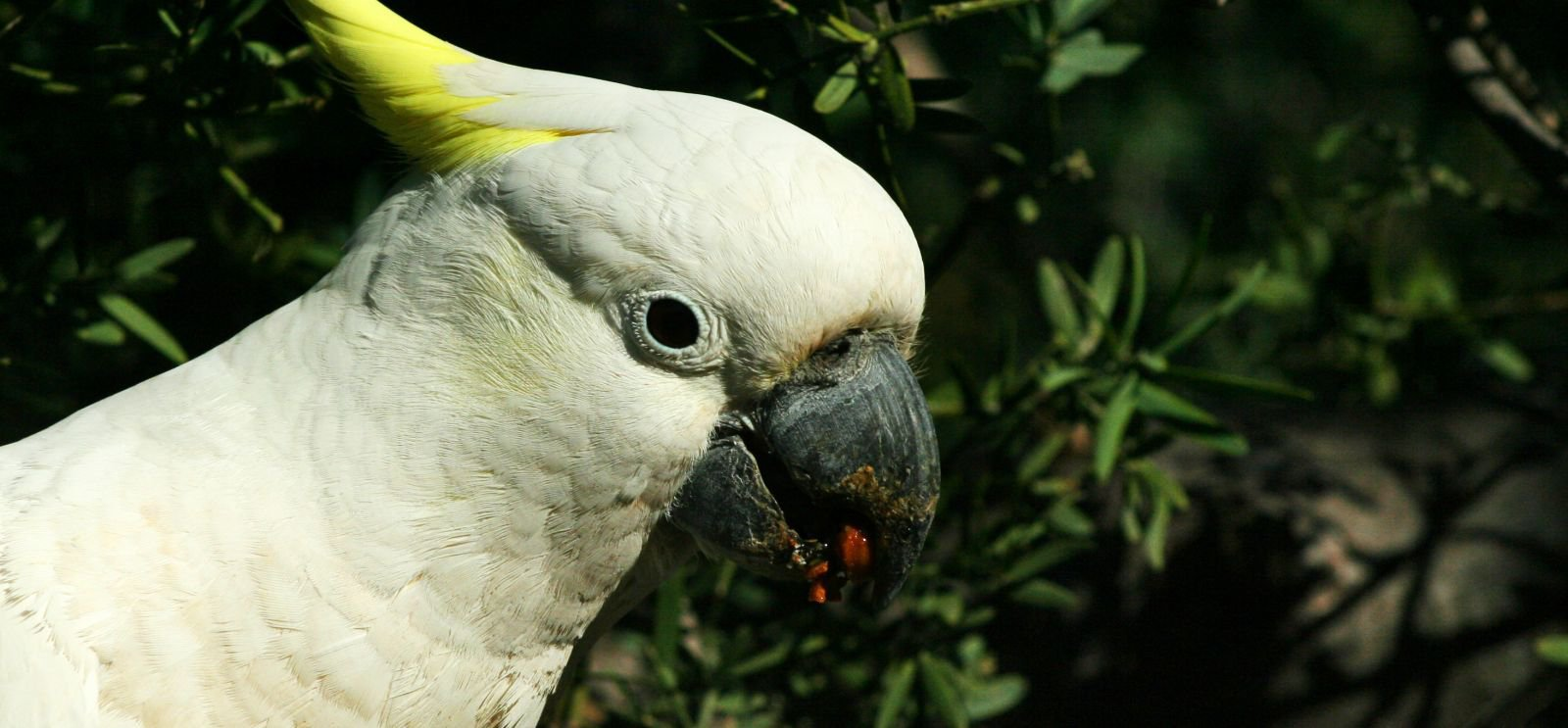
Un cacatua dalla cresta sulfurea

  - Calyptorhynchus banksii (Latham, 1790) - cacatua nero codarossa
  - Calyptorhynchus baudinii Lear, 1832 - cacatua nero beccolungo
  - Calyptorhynchus funereus (Shaw, 1794) - cacatua nero codagialla
  - Calyptorhynchus lathami (Temminck, 1807) - cacatua nero lucente
  - Calyptorhynchus latirostris Carnaby, 1948 - cacatua nero beccocorto
- Genere Callocephalon
  - Callocephalon fimbriatum (J.Grant, 1803) - cacatua gang-gang
- Genere Lophochroa
  - Lophochroa leadbeateri (Vigors, 1831) - cacatua di Leadbeater
- Genere Eolophus
  - Eolophus roseicapilla (Vieillot, 1817) - galah o cacatua rosa
- Genere Cacatua
  - Cacatua tenuirostris (Kuhl, 1820) - corella beccolungo
  - Cacatua pastinator (Gould, 1841) - corella occidentale
  - Cacatua sanguinea Gould, 1843 - corella minore
  - Cacatua goffiniana Roselaar & Michels, 2004 - cacatua delle Tanimbar
  - Cacatua ducorpsii Pucheran, 1853 - cacatua di Ducorps
  - Cacatua haematuropygia (Statius Müller, 1776) - cacatua delle Filippine
  - Cacatua sulphurea (J.F.Gmelin, 1788) - cacatua crestagialla
  - Cacatua galerita (Latham, 1790) - cacatua crestazolfo
  - Cacatua ophthalmica P.L.Sclater, 1864 - cacatua occhiazzurri
  - Cacatua alba (Statius Müller, 1776) - cacatua bianco
  - Cacatua moluccensis (J.F.Gmelin, 1788) - cacatua crestasalmone
- Genere Nymphicus
  - Nymphicus hollandicus (Kerr, 1792) - calopsitta

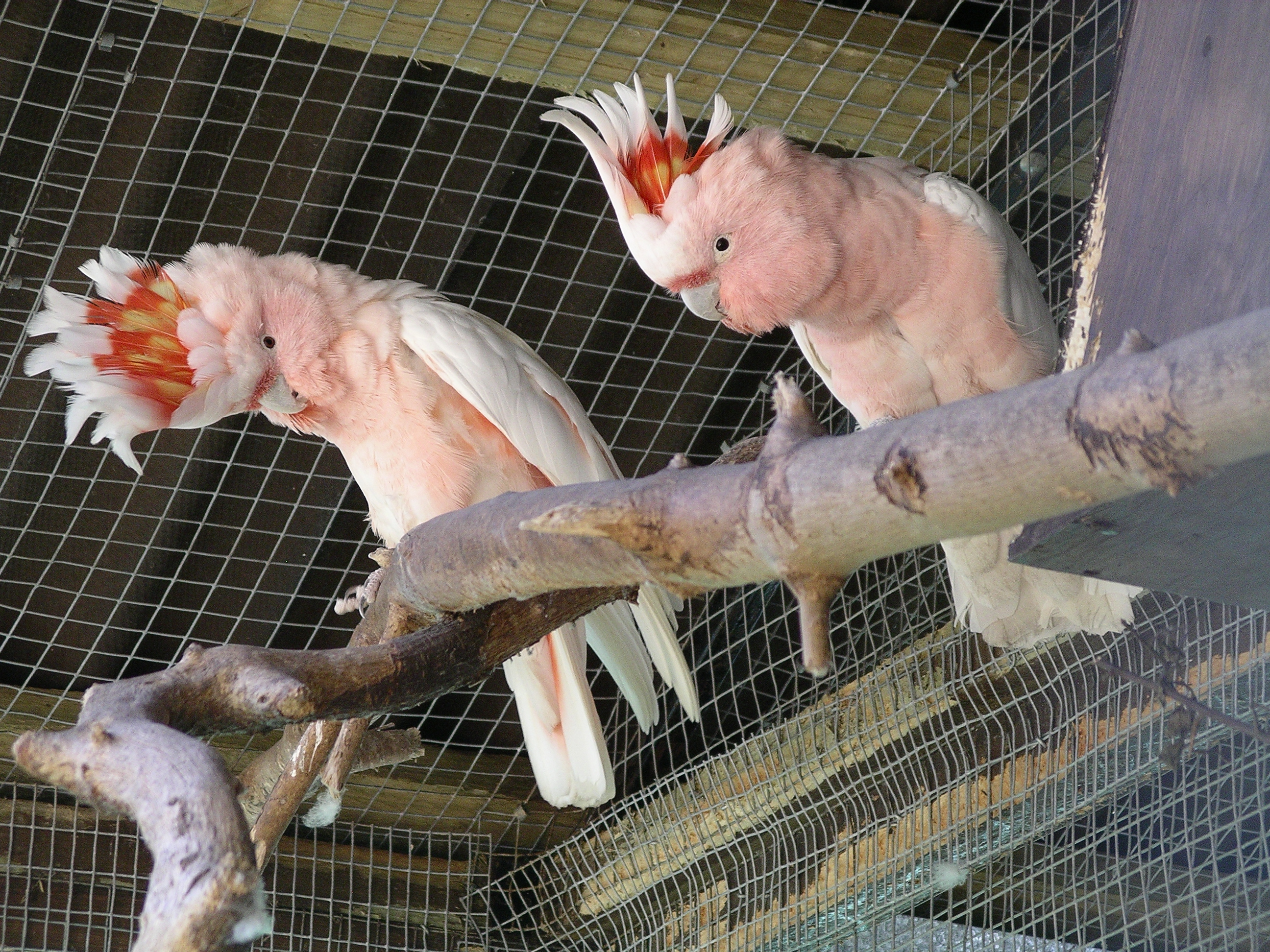
Coppia di cacatua di Leadbeater in voliera
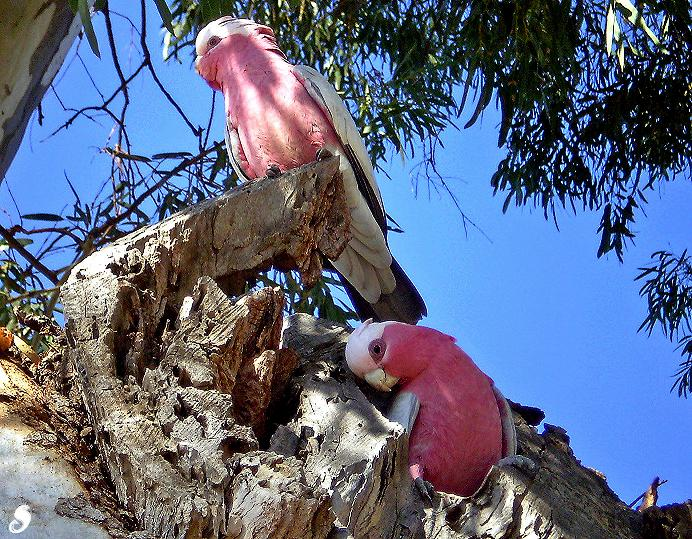
Coppia di cacatua rosa su un nido
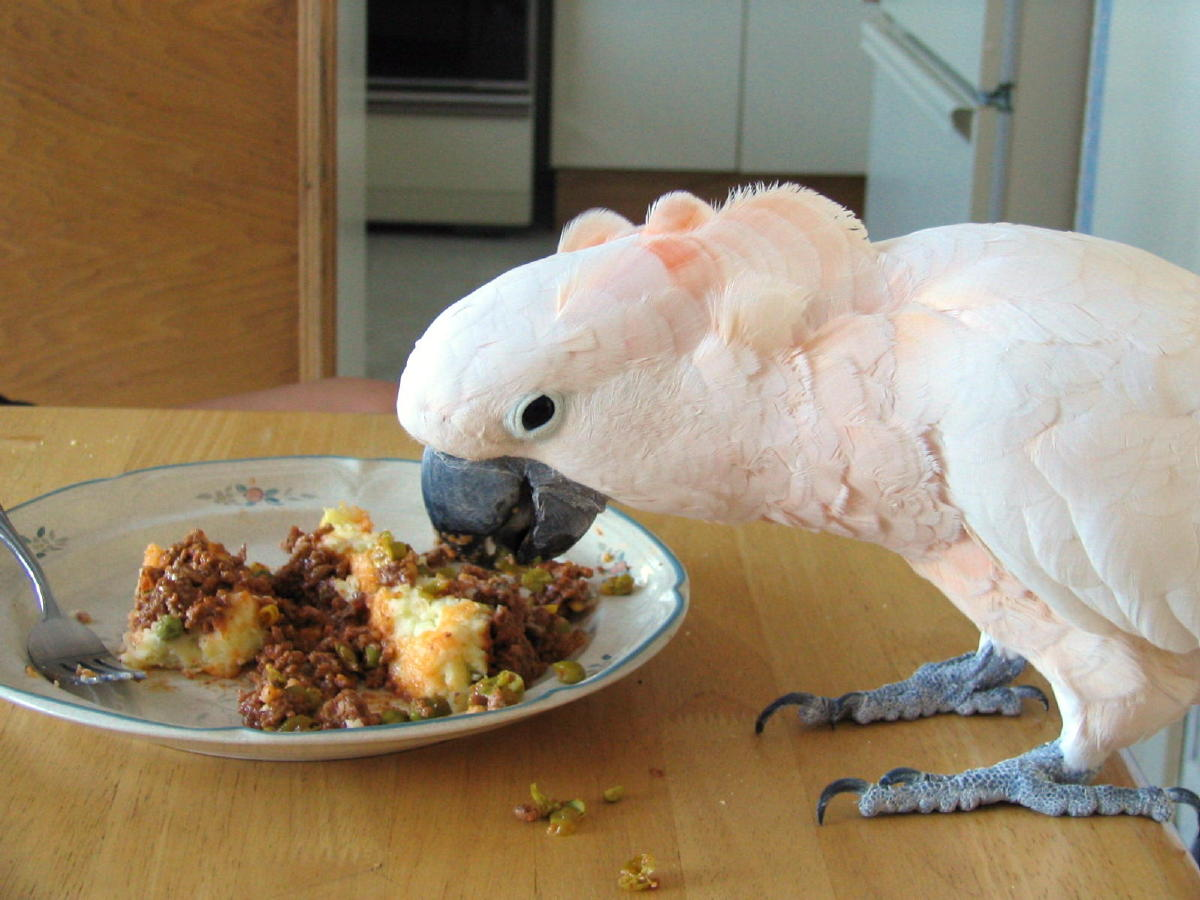
Cacatua delle Molucche in cattività mentre mangia
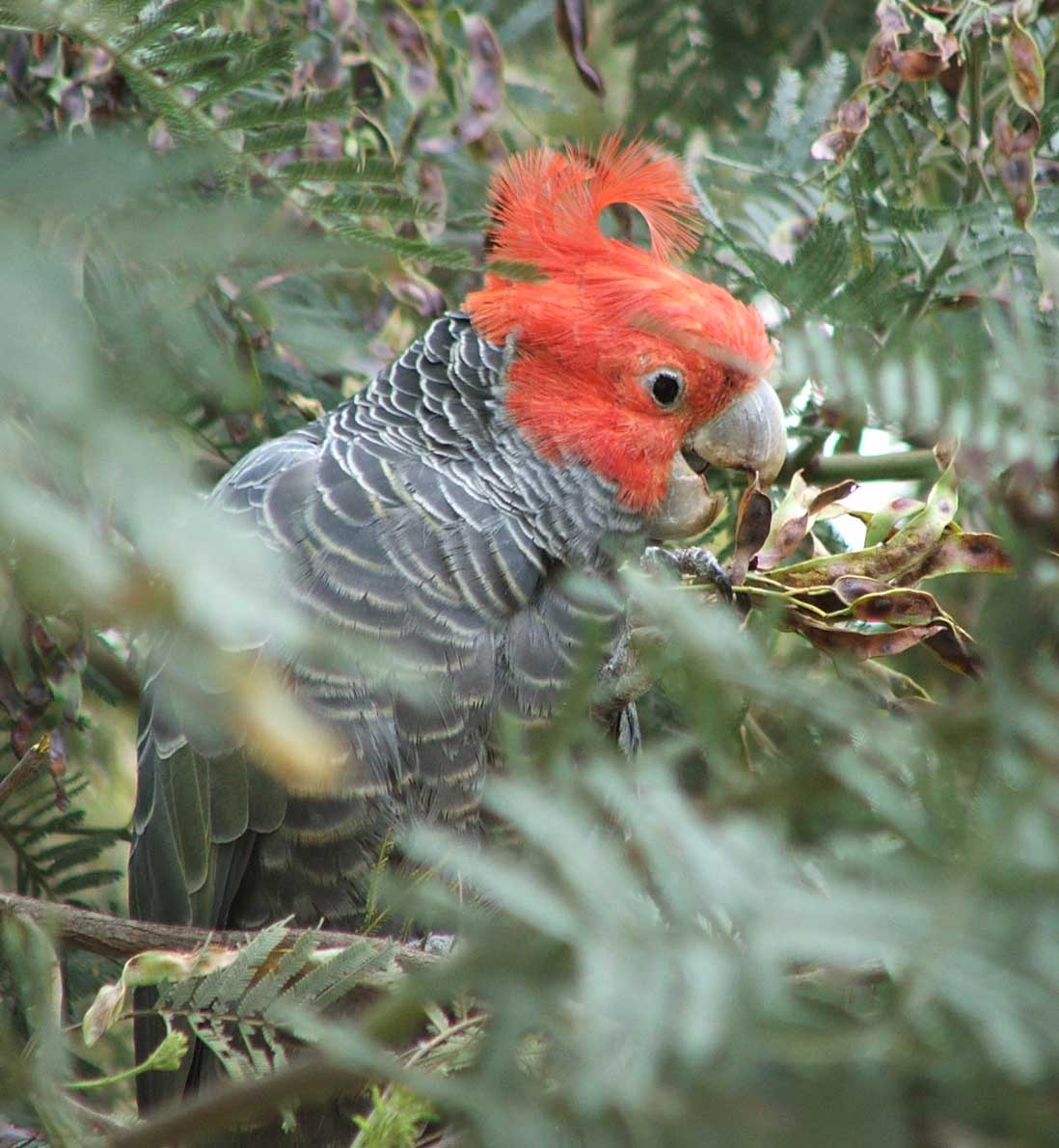
Esemplare maschio di cacatua gang-gang tra la vegetazione
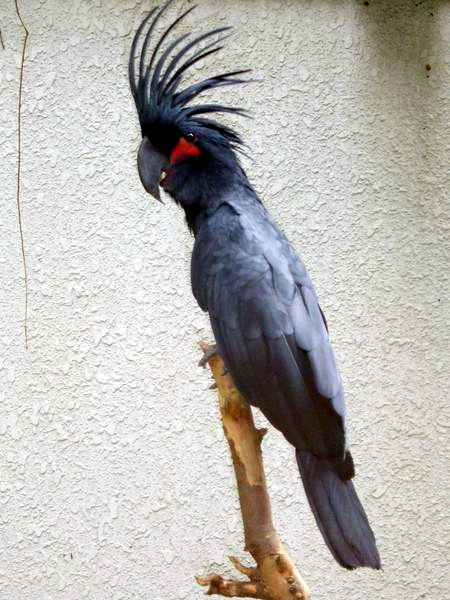
Cacatua nero delle palme
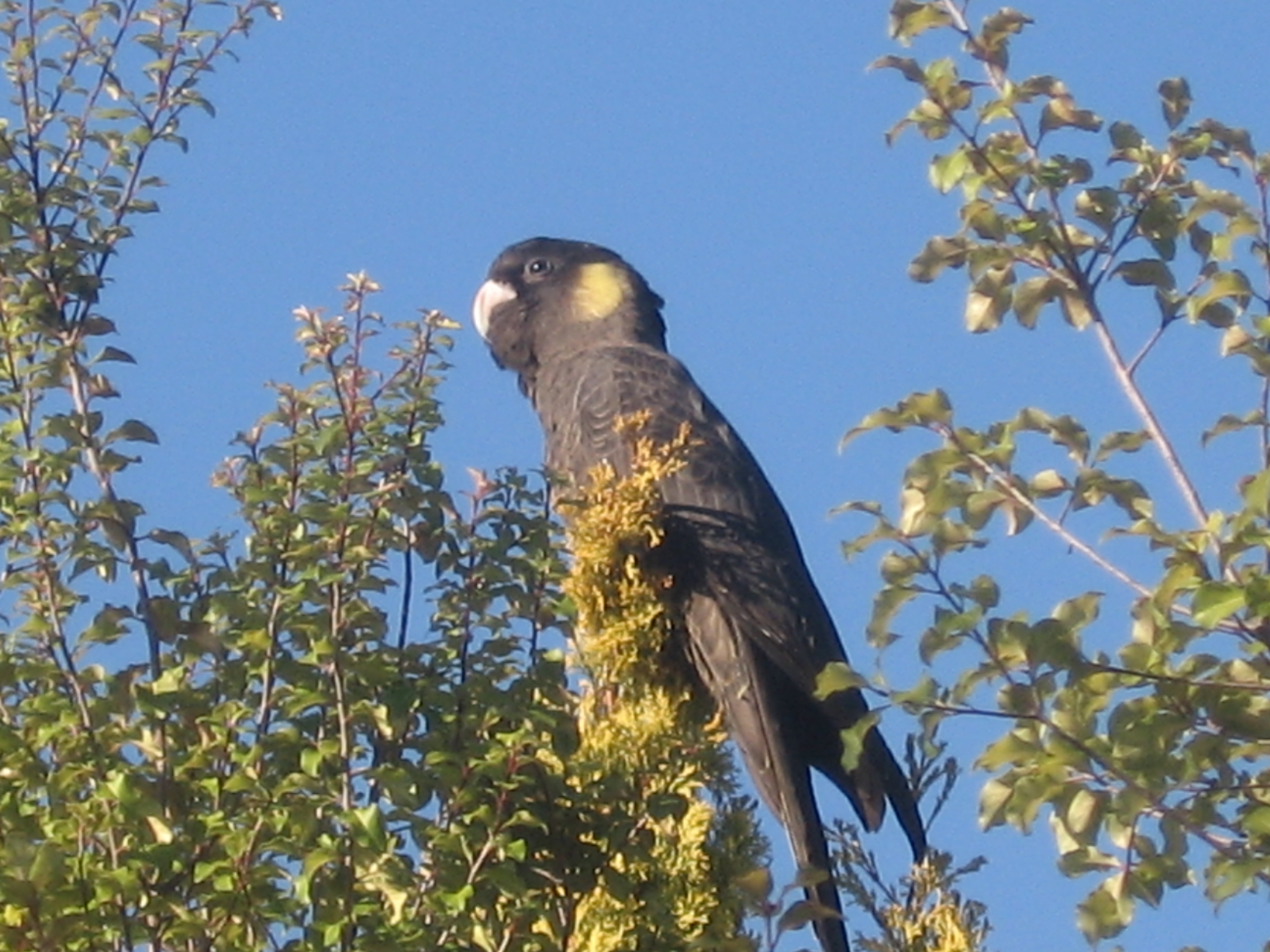
Cacatua nero a coda gialla in natura
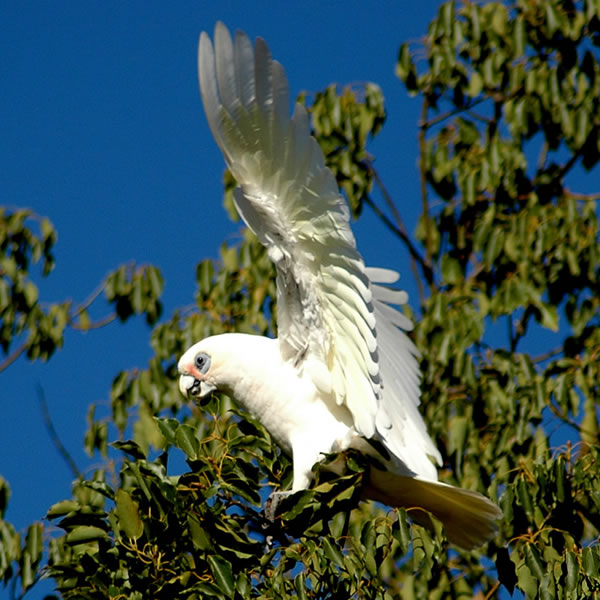
Corella minore su un albero
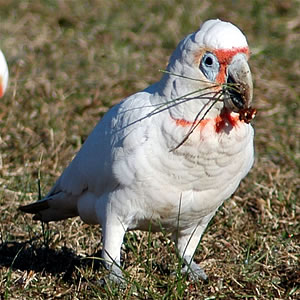
Corella dal becco lungo

## Conservazione
Tutte le specie di cacatua sono protette dalla Convenzione sul Commercio Internazionale di Specie in Pericolo di Fauna e Flora Selvatiche (detta anche CITES), che rende illegale l'importazione, l'esportazione e il commercio di tutti i pappagalli e i cacatua catturati in natura.
Le seguenti specie di cacatua sono protette nella lista delle specie in pericolo dell'Appendice I della CITES.
- Cacatua goffiniana - cacatua di Goffin
- Cacatua haematuropygia - cacatua dal sottocoda rosso
- Cacatua moluccensis - cacatua delle Molucche
- Cacatua sulphurea - cacatua dalla cresta gialla
  - Cacatua sulphurea citrinocristata - cacatua dalla cresta citrina
- Probosciger aterrimus - cacatua delle palme

Tutte le altre specie di cacatua sono protette nella lista delle specie vulnerabili dell'Appendice II della CITES.

## Cultura di massa
I cacatua hanno spesso risposto in varia maniera ai suoni musicali ed esistono numerosi video che mostrano uccelli "danzare" al suono della musica popolare, sebbene non sia chiaro se la loro percezione musicale sia diversa da quella degli altri uccelli.